# Yoshizumi Kosaburō IV.

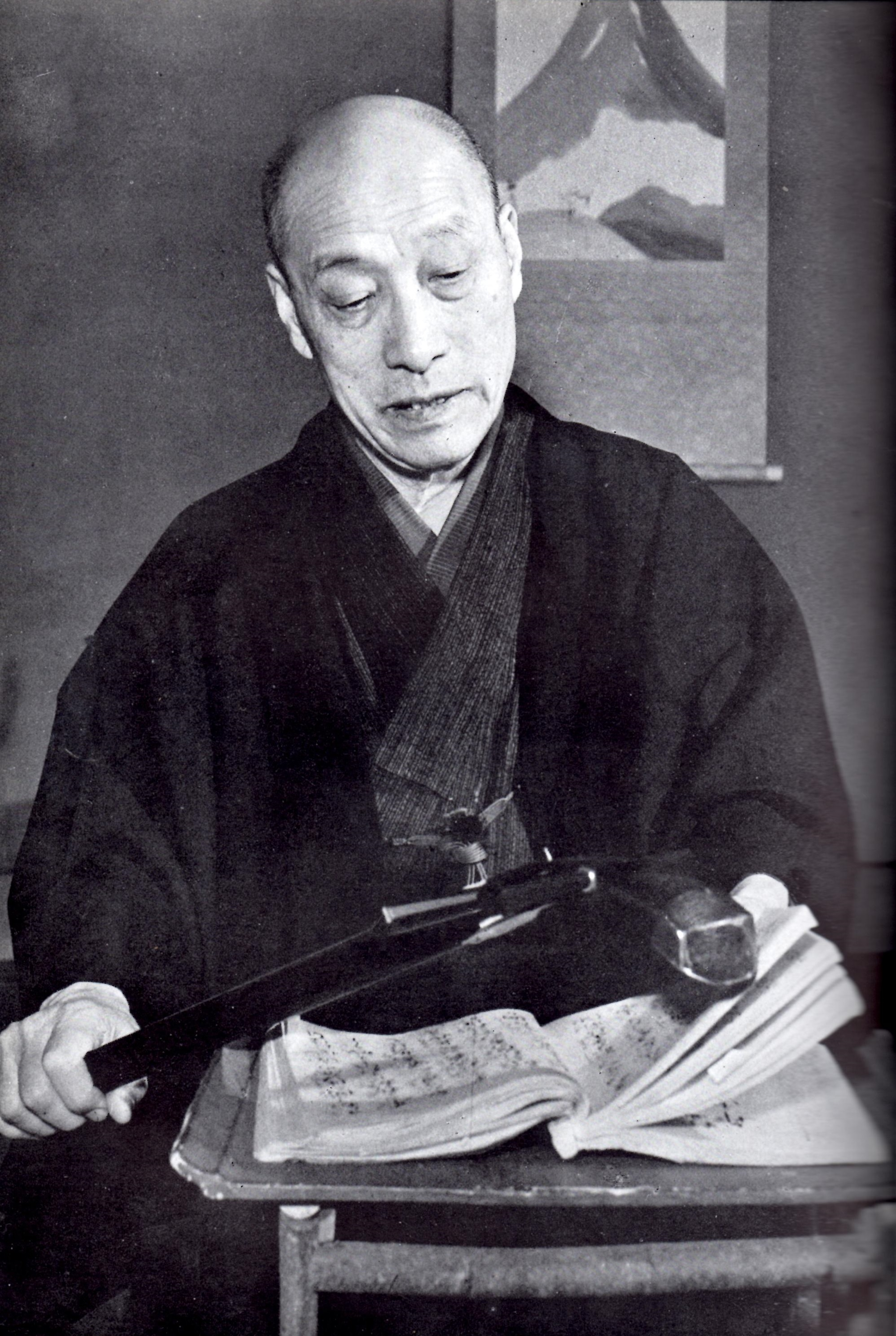
四代目吉住小三郎

Yoshizumi Kosaburō IV. (japanisch 四代目 吉住 小三郎; geboren 15. Dezember 1876 in Tokio; gestorben 27. Februar 1972) war ein japanischer Balladensänger.

## Leben und Wirken
Yoshizumi Kosaburō war zunächst jüngerer Adoptivbruder des Yoshizumi Kosaburō III., der aus einer seit der Edo-Zeit bekannten Sängerfamilie stammte. Später wurde er Adoptivsohn. Ab 1890 nannte er sich Kosaburō IV. und fand eine Anstellung im Kabuki-Theater „Hayashibeya“ (囃子部屋). 1893 schieden er und der Shamisen-Spieler Kinuya Rokushirō III. (3代杵屋六四郎) aus und bildeten ein eigenes Ensemble. 1902 gründeten sie die „Nagauta kenseikai“ (長唄研精会) mit dem Ziel, das Nagauta, das früher als Kabuki-Begleitmusik galt, als ein davon unabhängiges Konzertformat der Gesellschaft vorzustellen.
1929 wurde Yoshizumi Lehrbeauftragter an der „Hochschule für Musik Tokio“ (東京音楽学校), 1936 Professor. 1944 schied er aus dem aktiven Dienst aus. Nach dem Zweiten Weltkrieg wurde er 1948 Mitglied der Akademie der Künste. 1956 wurde er zum „Lebenden Nationalschatz“ erklärt, 1957 als Person mit besonderen kulturellen Verdiensten geehrt und darüber hinaus mit dem Kulturorden ausgezeichnet. 1964, anlässlich seines 88. Geburtstages, als sein Sohn die Nachfolge antrat, nannte er sich Yoshizumi Jikyō (吉住 慈恭).
Zu Yoshizumis Kompositionen gehören „Toba no Koizuka“ (鳥羽の恋塚), „Daigo no Hanami“ (醍醐の花見), „Fuji no Taiko“ (富士太鼓). In Zusammenarbeit mit Kineya Jōkan entstanden „O-Shichi Kichisa“ (お七吉三), „Kanzan Jitsutoku“ (寒山拾得), „Kibun Daijin“ (紀文大尽) – „Kibun, der Millionär“, „Kanda-Matsuri“ (神田祭), „Ittai Zenshi“ (一休禅師), „Miyako Fūryū“ (みやこ風流). Es gibt Aufzeichnungen seiner Auftritte wie „Shise Yoshizumi Kosaburō Zenshū“ (四世吉住小三郎全集), „Yoshizumi Jikyō Dokuginshū“ (吉住慈恭独吟集).